# Anthony Richardson
Anthony Dashawn Richardson (Miami, Florida, Estados Unidos; 22 de mayo de 2002) es un jugador profesional de fútbol americano. Juega en la posición de quarterback y actualmente milita en los Indianapolis Colts de la National Football League (NFL).
Richardson jugó a nivel universitario en Florida antes de ser elegido por los Colts en la cuarta posición global del Draft de la NFL de 2023.

## Biografía
Anthony Richardson nació el 22 de mayo de 2002 en Miami, Florida. Fue al Instituto Eastside de Gainesville, donde fue quarterback del equipo de fútbol americano. Acumuló un total de 4633 yardas de pase y 37 touchdowns, además de 1,633 yardas de carrera y 41 anotaciones. En diciembre de 2019 se comprometió con los Gators de la Universidad de Florida.

## Carrera

### Universidad

#### Estadísticas
| Negrita | Máximo de carrera |

| Año   | Equipo  | Partidos | Partidos | Partidos | Pase | Pase | Pase | Pase   | Pase | Pase | Pase  | Carrera | Carrera | Carrera | Carrera |
| Año   | Equipo  | PJ       | PT       | Récord   | Cmp  | Att  | Pct  | Yardas | TD   | Int  | Rtg   | Att     | Yardas  | Avg     | TD      |
| ----- | ------- | -------- | -------- | -------- | ---- | ---- | ---- | ------ | ---- | ---- | ----- | ------- | ------- | ------- | ------- |
| 2020  | Florida | 4        | 0        | —        | 1    | 2    | 50.0 | 27     | 1    | 1    | 228.4 | 7       | 61      | 8.7     | 0       |
| 2021  | Florida | 8        | 1        | 0-1      | 38   | 64   | 59.4 | 529    | 6    | 5    | 144.1 | 51      | 401     | 7.9     | 3       |
| 2022  | Florida | 12       | 12       | 6-6      | 176  | 327  | 53.8 | 2549   | 17   | 9    | 131.1 | 103     | 654     | 6.3     | 9       |
| Total | Total   | 24       | 13       | 6–7      | 215  | 393  | 54.7 | 3105   | 24   | 15   | 133.6 | 161     | 1116    | 6.9     | 12      |

### NFL

#### Indianapolis Colts

##### 2023
El de 15 de agosto el nuevo entrenador jefe de los Colts, Shane Steichen, nombró a Anthony Richardson quarterback titular de cara a la temporada de 2023. Una semana antes del inicio de la campaña fue nombrado como uno de los capitanes del equipo.
Richardson debutó como profesional el 10 de septiembre de 2023 con derrota por 21-31 ante los Jacksonville Jaguars. Logró completar 24 de los 37 pases que intentó y anotó un touchdown de carrera, otro de pase y lanzó una intercepción. A falta de un minuto para la conclusión del partido tuvo que abandonar el terreno de juego debido a un golpe en la rodilla. Logró su primera victoria en la NFL en la segunda jornada, ante los Houston Texans. En ese partido hizo dos touchdowns de carrera antes de ser retirado del campo por una conmoción cerebral. Debido al protocolo de conmociones, Richardson causó baja en la semana siguiente contra los Baltimore Ravens.
En la semana cinco, frente a los Tennessee Titans, sufrió una lesión en la articulación acromioclavicular del hombro derecho. Fue colocado en la lista de lesionados y los Colts en un principio anunciaron que estaría entre uno y dos meses de baja. Sin embargo, el 18 de octubre el equipo comunicó que Richardson iba a operarse, por lo que se perdió el resto de la temporada.

##### 2024
Durante el partido de la octava jornada ante los Houston Texans, pidió no disputar un snap alegando cansancio. Eso, sumado a su pobre rendimiento en las semanas anteriores, hizo que Richardson perdiera el puesto de quarterback titular en favor de Joe Flacco. Recuperó la titularidad en la semana once.

## Estadísticas

### Temporada regular
| Año   | Equipo | Partidos | Partidos | Partidos | Pase | Pase | Pase | Pase   | Pase | Pase | Pase | Carrera | Carrera | Carrera | Carrera |
| Año   | Equipo | PJ       | PT       | Récord   | Cmp  | Att  | Pct  | Yardas | TD   | Int  | Rtg  | Att     | Yardas  | Avg     | TD      |
| ----- | ------ | -------- | -------- | -------- | ---- | ---- | ---- | ------ | ---- | ---- | ---- | ------- | ------- | ------- | ------- |
| 2023  | IND    | 4        | 4        | 2-2      | 50   | 84   | 59,5 | 577    | 3    | 1    | 87,3 | 25      | 136     | 5,4     | 4       |
| Total | Total  | 4        | 4        | 2-2      | 50   | 84   | 59,5 | 577    | 3    | 1    | 87,3 | 25      | 136     | 5,4     | 4       |